# Irving São Paulo
José Irving Santana São Paulo (Feira de Santana, 26 de outubro de 1964 — Rio de Janeiro, 10 de agosto de 2006) foi um ator, músico e produtor brasileiro.
Foi casado com Jacqueline Luporini (1982-1984) e com ela teve um filho: Johann Irving. E com um breve relacionamento com Cláudia de Magalhães Glória (1984-1985), mãe de seu segundo filho: Luiz Henrique.
Já demonstrava grande talento desde a infância, como autodidata na música aprendeu logo a tocar piano, tendo inclusive formado uma banda com seu irmão Ilya São Paulo, a banda Coelho 19.
Depois de muito sucesso entre os anos 80 e início dos anos 90, os quais Irving era constantemente escalado para as novelas de Ivani Ribeiro , deixou de participar de grandes produções da Rede Globo.
Era filho do cineasta Olney São Paulo e irmão do também ator Ilya São Paulo.

## Morte
Morreu aos 41 anos, no Rio de Janeiro, de falência de múltiplos órgãos, decorrente de uma pancreatite. Deixou dois filhos, Johann Irving Luporini São Paulo (nascido em 2 de outubro 1983) e Luiz Henrique de Magalhães Dias Coelho São Paulo (nascido em 2 de maio 1985).

## Carreira

### Televisão
| Ano  | Título                             | Personagem                                | Notas                                 |
| ---- | ---------------------------------- | ----------------------------------------- | ------------------------------------- |
| 1982 | Final Feliz                        | Rafael Queiroz de Souza (Rafa)            |                                       |
| 1983 | Champagne                          | José Rodolfo Pereira Martins (Zé Rodolfo) |                                       |
| 1984 | Caso Verdade                       | Jorge                                     | Episódio: "Um Homem Chamado Encrenca" |
| 1985 | Caso Verdade                       | Roberto                                   | Episódio: "Contrato de Risco"         |
| 1985 | Caso Verdade                       | Márcio                                    | Episódio: "Determinação"              |
| 1988 | Bebê a Bordo                       | Bad Cat                                   |                                       |
| 1988 | Vida Nova                          | Alcebíades                                |                                       |
| 1989 | O Sexo dos Anjos                   | José Paulo Nogueira (Zé Paulo)            |                                       |
| 1990 | A História de Ana Raio e Zé Trovão | Minho                                     |                                       |
| 1991 | Ilha das Bruxas                    | Pedro                                     |                                       |
| 1992 | Perigosas Peruas                   | Johann                                    |                                       |
| 1993 | Mulheres de Areia                  | José Luiz Queiroz (Zé Luiz)               |                                       |
| 1994 | A Viagem                           | José Carlos Barbosa (Zeca)                |                                       |
| 1995 | Você Decide                        | Valdecir                                  | Episódio: "Pacto de Silencio"         |
| 1995 | Você Decide                        | —                                         | Episódio: "Veneno Ambiente"           |
| 1996 | Você Decide                        | —                                         | Episódio: "Fim de Semana Encantado"   |
| 1996 | Você Decide                        | —                                         | Episódio: "O Professor"               |
| 1997 | Por Amor                           | Dr. Felipe                                |                                       |
| 1997 | Você Decide                        | —                                         | Episódio: "As Regras do Jogo"         |
| 1998 | Você Decide                        | —                                         | Episódio: "O Flagrante"               |
| 1998 | Torre de Babel                     | Gilberto Lobo                             |                                       |
| 1998 | Mulher                             | Cidinho                                   | Episódio: "Viciados em Amor"          |
| 1999 | Oliver & Didi                      | Primo de Joana                            | Especial de fim de ano                |
| 2000 | A Muralha                          | Capanga de Bento Coutinho                 | Participação especial                 |
| 2001 | Estrela-Guia                       | Umberto                                   | Episódio: "12 de março"               |
| 2001 | Sítio do Picapau Amarelo           | Dr. Gama                                  | Episódio: "Viagem ao Céu"             |
| 2002 | Sabor da Paixão                    | Juiz Eustórgio                            | Participação especial                 |
| 2002 | Brava Gente                        | Tenente Tonico                            | Episódio: "Ana Néri"                  |
| 2003 | Xuxa no Mundo da Imaginação        | Bombom                                    | Quadro: "Big Bruxa Brasil"            |
| 2003 | Agora é Que São Elas               | Jonas                                     |                                       |
| 2004 | Um Só Coração                      | Geraldo Ferraz                            |                                       |
| 2004 | Linha Direta Justiça               |                                           | 1 episódio                            |

### Cinema
| Ano  | Título                    | Personagem      |
| ---- | ------------------------- | --------------- |
| 1978 | A Noiva da Cidade         | Lambari         |
| 1979 | Muito Prazer              | Leléu           |
| 1982 | Luz del Fuego             | Menino do circo |
| 1990 | Assim na Tela Como no Céu | Espírito Santo  |
| 2004 | Cascalho                  | Promotor Oscar  |
| 2006 | O Veneno da Madrugada     | —               |

### Assistente de Direção
- 2004 - Cascalho

### No Teatro
- 1985 - CVV, Boa Noite![3]
- 1996 - Provar Antes de Casar
- 1997 - Um Bonde Chamado Desejo
- 2000 - Quatro Adultérios e Nenhum Funeral
- 2002 - Cartas ao Meu Pai
- 2006 - Desclassificados